# Nigrita (genre)
Genre
Nigrita est un genre d'oiseaux de la famille des Estrildidae.

## Liste d'espèces
Selon la classification de référence du Congrès ornithologique international (version 2.9, 2011) :
- Nigrita fusconotus - Nigrette à ventre blanc
- Nigrita bicolor - Nigrette à ventre roux
- Nigrita luteifrons - Nigrette à front jaune
- Nigrita canicapillus - Nigrette à calotte grise